# Cathédrale Saint-Pantaléon de Kiev
Pour les articles homonymes, voir Église Saint-Pantaléon.
La cathédrale Saint-Pantaléon est une cathédrale orthodoxe située dans le quartier de Feofaniya à Kiev, en Ukraine.
Elle partage des similitudes avec la cathédrale Alexandre-Nevski de Tallinn. La cathédrale est consacrée à Pantaléon de Nicomédie.
Elle a été construite selon une conception néo-russe par Yevgeny Yermakov entre 1905 et 1912.
Elle est entourée de bâtiments : un couvent rattaché à la cathédrale avec son église classée.

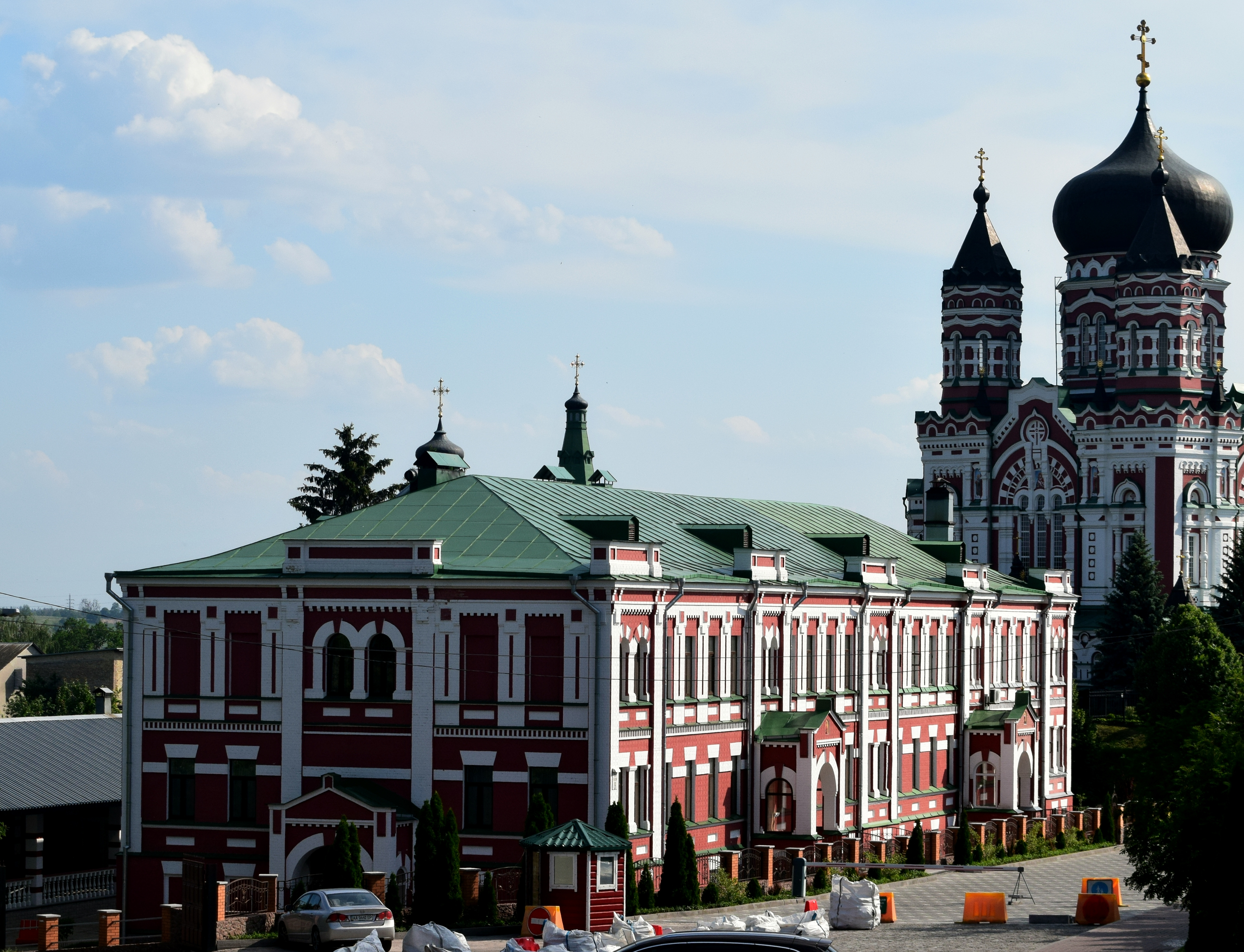
Bâtiments conventuels,
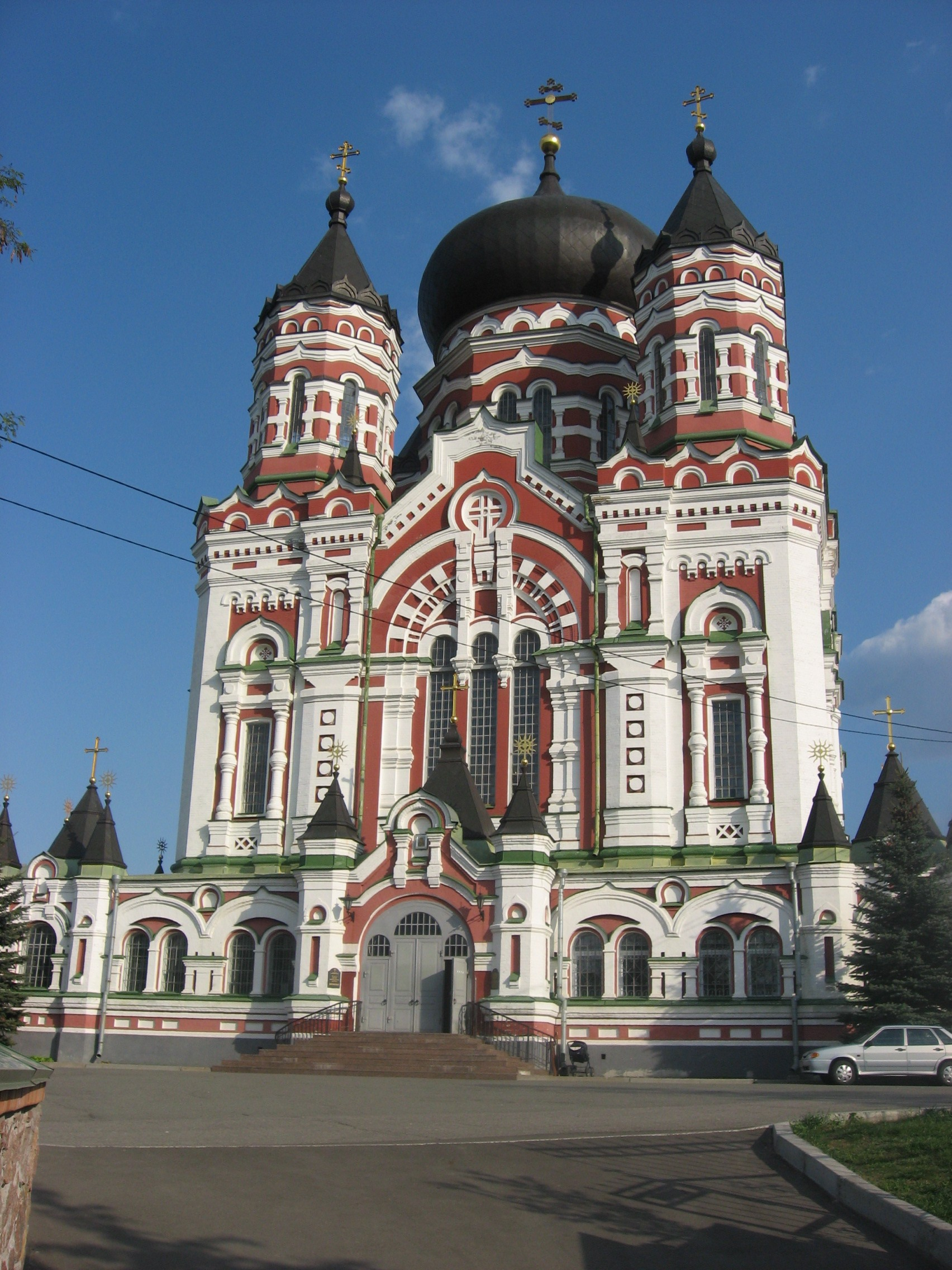
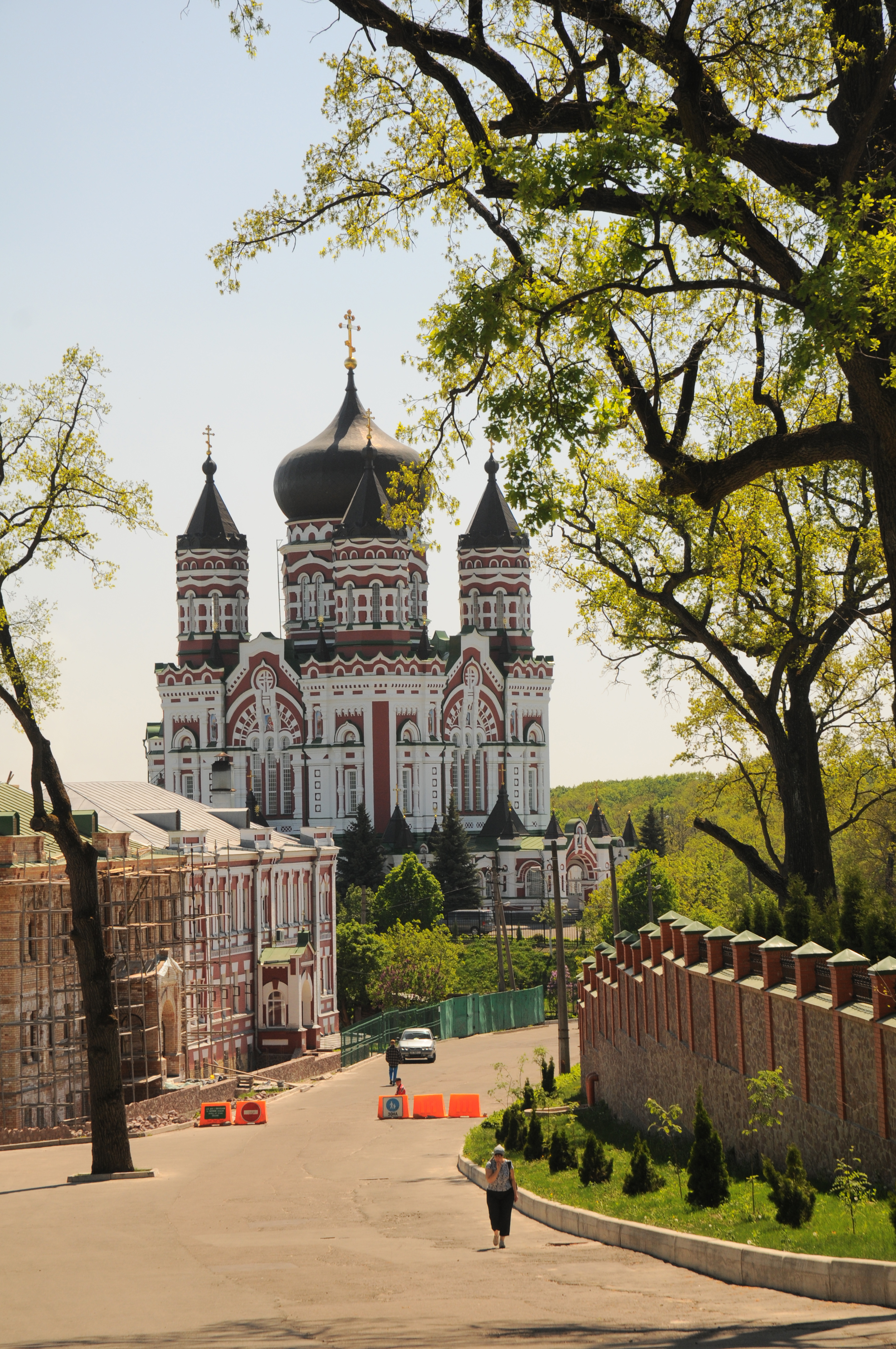
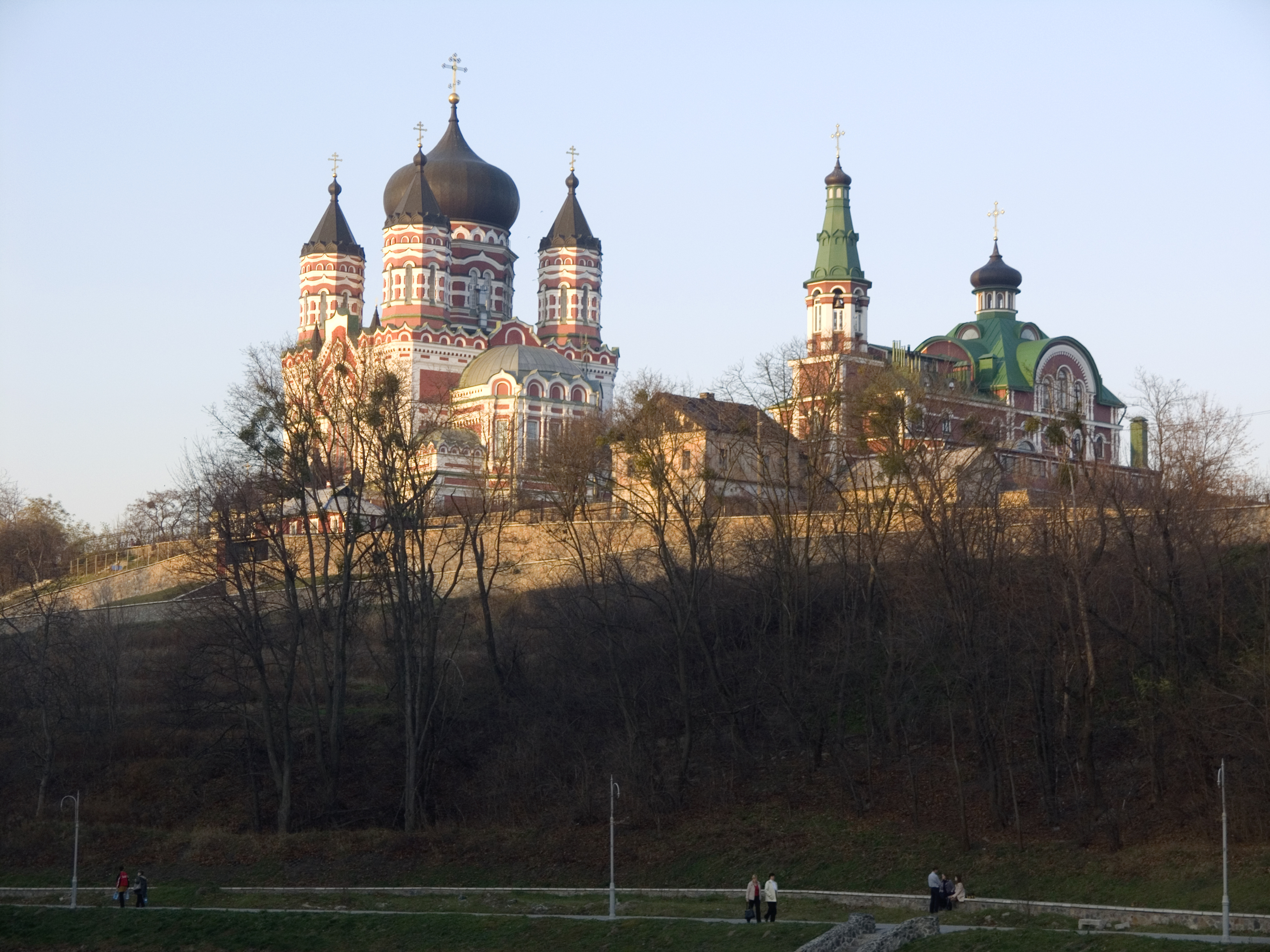
La cathédrale et à sa droite l'église de tous les saints.
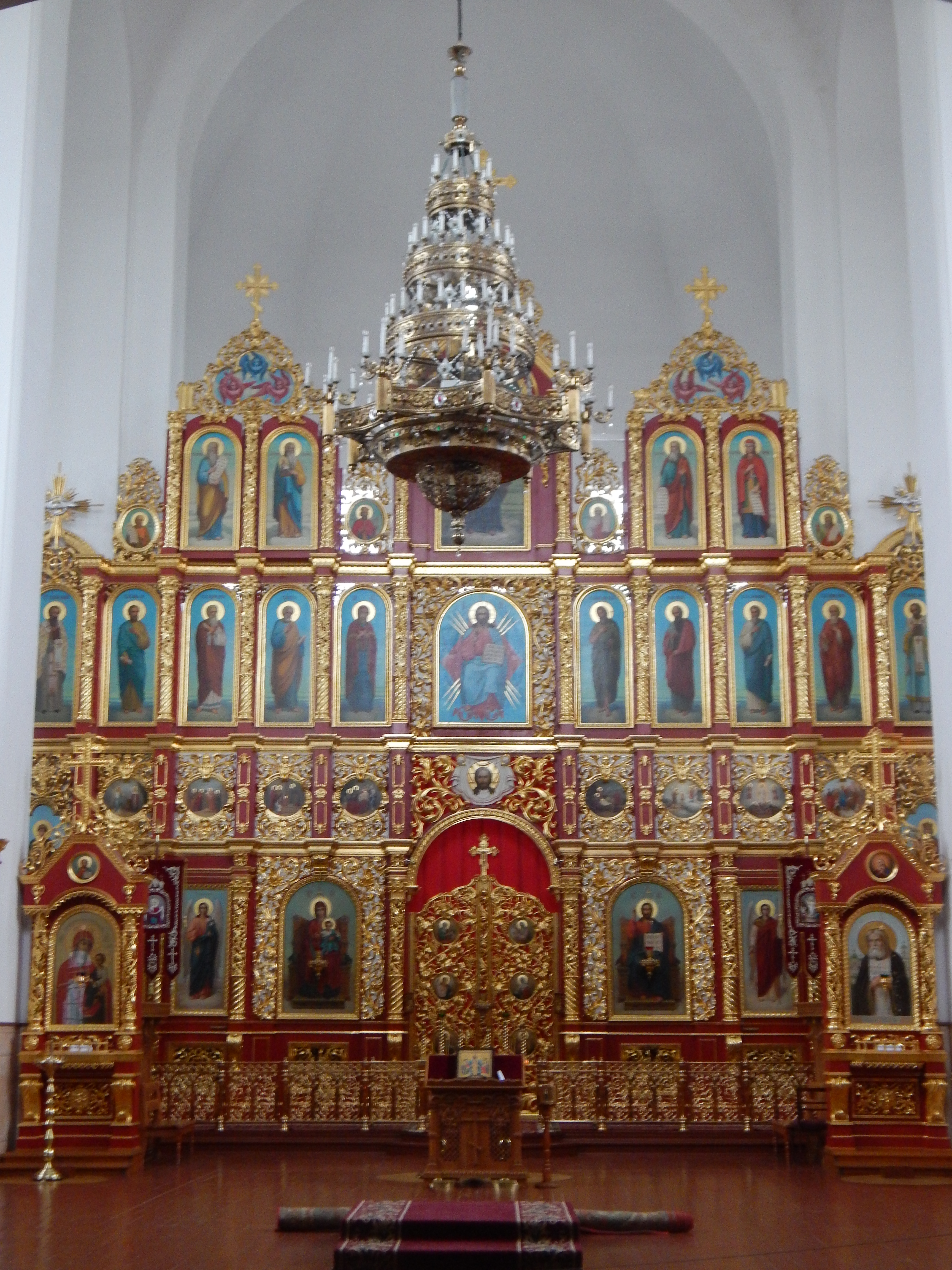
Son Iconostase.
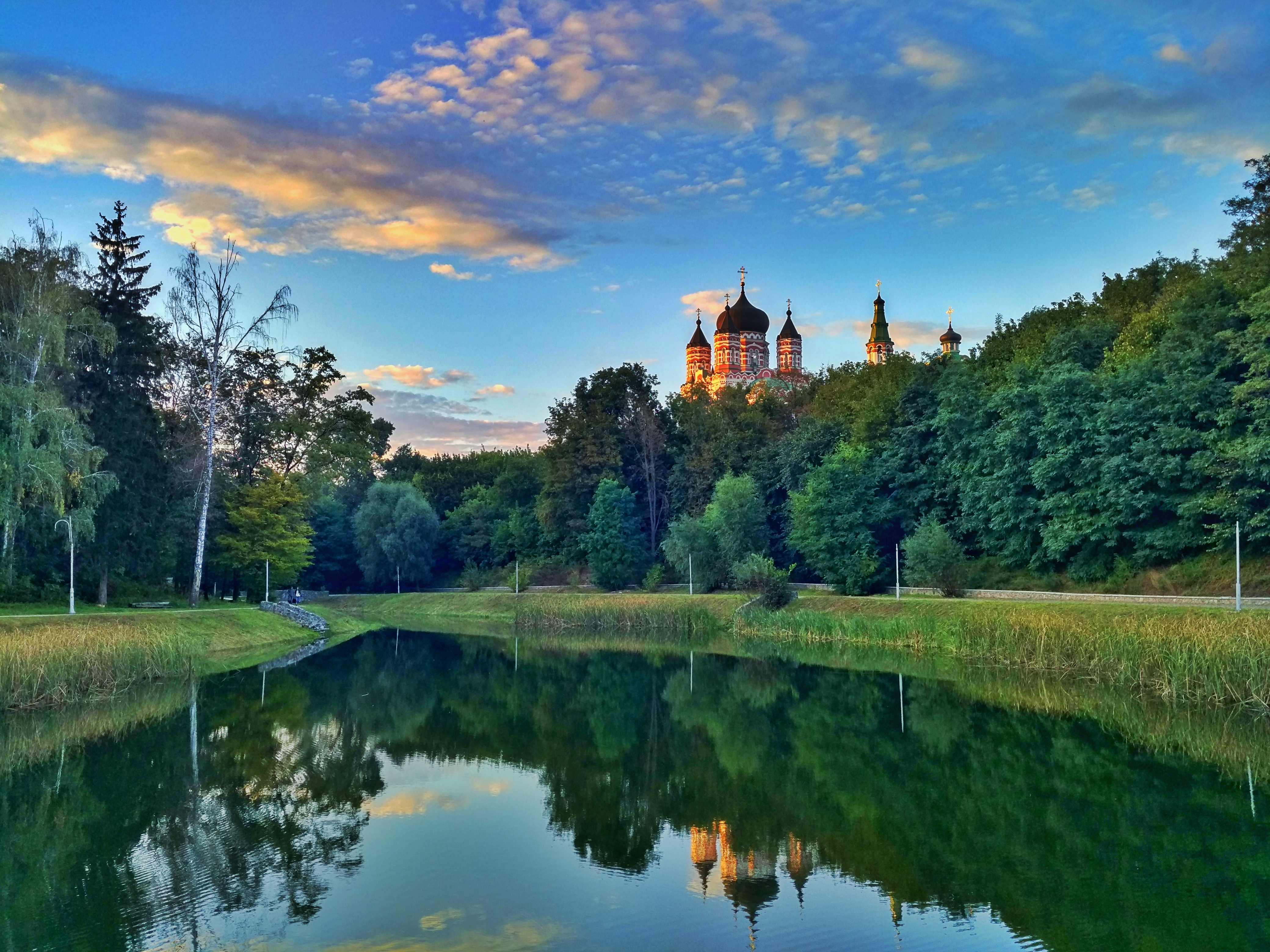
Depuis le parc de Feofaniya.
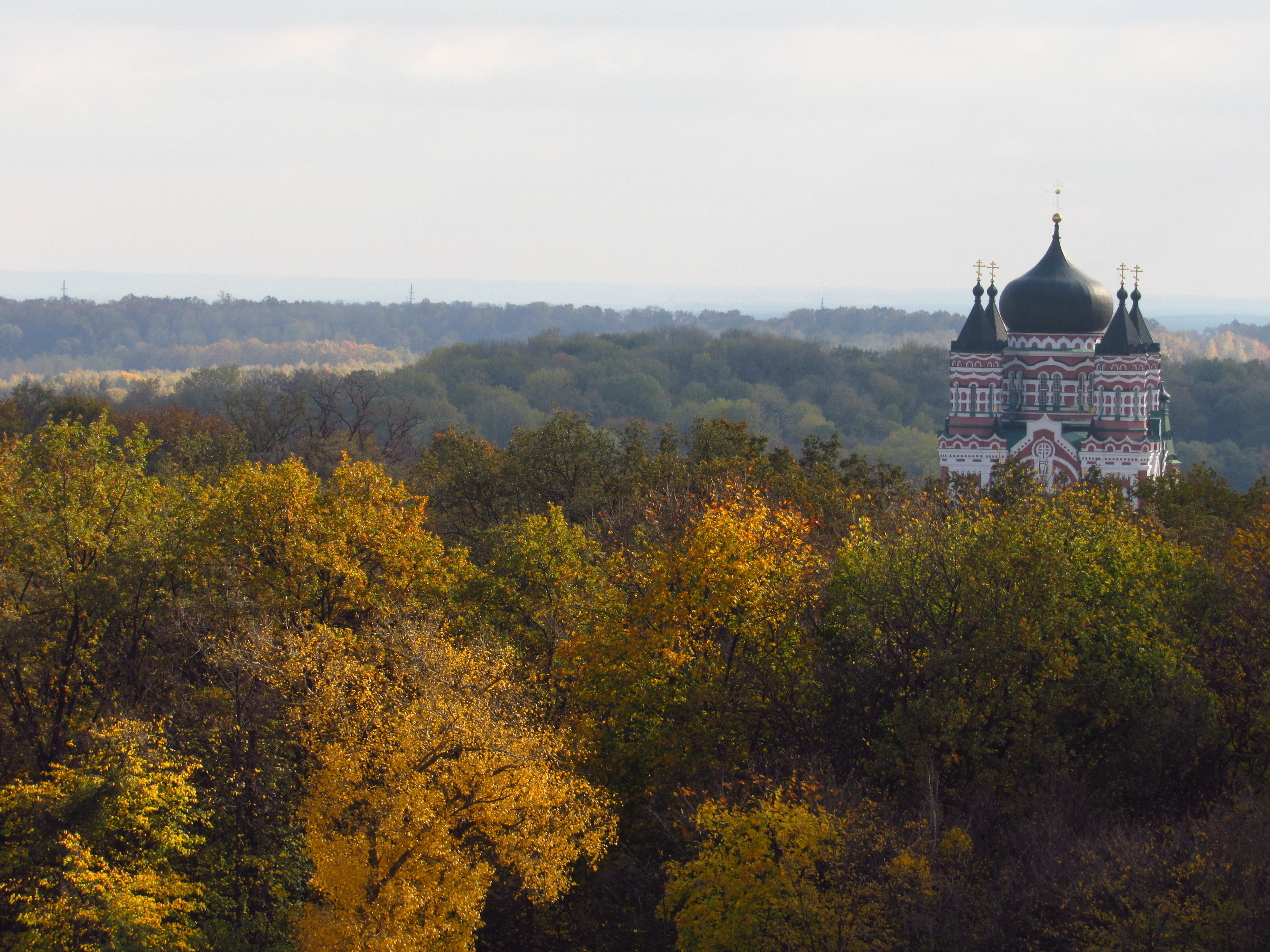